# Oak Hill (Kansas)
Oak Hill es una ciudad ubicada en el condado de Clay en el estado estadounidense de Kansas. En el año 2010 tenía una población de 24 habitantes y una densidad poblacional de 240 personas por km².

## Geografía
Oak Hill se encuentra ubicada en las coordenadas 39°14′47″N 97°20′32″O / 39.24639, -97.34222 (39.246477, -97.342351).

## Demografía
Según la Oficina del Censo en 2000 los ingresos medios por hogar en la localidad eran de $29,583 y los ingresos medios por familia eran $46,250. Los hombres tenían unos ingresos medios de $20,625 frente a los $38,750 para las mujeres. La renta per cápita para la localidad era de $11,326. Alrededor del 2.9% de la población estaban por debajo del umbral de pobreza.